# Eudesme
Genre
Eudesme est un genre d'algues brunes de la famille des Chordariaceae.

## Liste d'espèces
Selon AlgaeBase (31 oct. 2012) :
- Eudesme flavescens (Zanardini) De Toni
- Eudesme huanghaiensis L.Ding & B.Lu (Sans vérification)
- Eudesme qingdaoensis L.Ding & B.Lu
- Eudesme shandongensis L.Ding & B.Lu
- Eudesme virescens (Carmichael ex Berkeley) J.Agardh (espèce type)

Selon Catalogue of Life (31 oct. 2012) :
- Eudesme flavescens
- Eudesme virescens

Selon ITIS (31 oct. 2012) et NCBI (31 oct. 2012) :
- Eudesme virescens

Selon World Register of Marine Species (31 oct. 2012) :
- Eudesme flavescens (Zanardini) De Toni, 1895
- Eudesme qingdaoensis L.Ding & B.Lu, 2004
- Eudesme virescens (Carmichael ex Berkeley) J.Agardh, 1882